# If I Had You
«If I Had You» —español: «Si te tuviese»— es una canción interpretada por el cantante y exconcursante de American Idol Adam Lambert, perteneciente a su primer álbum de estudio For Your Entertainment. Fue escrita por Max Martin, Shellback y Savan Kotecha, y lanzada como tercer sencillo del cantante el 5 de mayo de 2010.
La canción tuvo una buena recepción comercial en distintas partes del mundo. En Australia, llegó al número cuatro, con lo que fue certificado como dos discos platino por sus 140 000 copias legales vendidas en el país. En Estados Unidos, alcanzó el puesto número treinta en el conteo Billboard Hot 100. Por otro lado, la canción también recibió comentarios positivos por parte de los críticos musicales. El vídeo musical fue dirigido por Bryan Barber, quien hasta entonces había dirigido vídeos para artistas como Christina Aguilera, Justin Timberlake y Kanye West. Adam interpretó la canción en distintos programas de televisión reconocidos a nivel internacional, entre ellos, la versión australiana del reality show The X Factor.

## Antecedentes y composición
«If I Had You» se lanzó como el tercer sencillo del álbum For Your Entertainment el 5 de mayo de 2010. Fue compuesta por Max Martin, Shellback y Savan Kotecha, mientras que su producción musical estuvo a cargo de Max Martin, Shellback y Kristian Lundin. El ritmo de «If I Had You» es una mezcla entre pop rock y teen pop con sonidos de piano, guitarra eléctrica y breves golpes de tambor conforme avanza la canción. De acuerdo con la partitura publicada en Musicnotes, la canción tiene un tempo moderado con influencias techno y un ritmo acelerado de 132 pulsaciones por minuto. Se encuentra compuesta en la tonalidad sol mayor y el registro vocal del cantante se extiende desde la nota la♯3 hasta mi5.

## Recepción

### Comentarios de la crítica
Bill Lamb de About.com dio una crítica negativa a la canción calificándola con tres estrellas de cinco y comentando que «el verdadero regalo de Adam Lambert en la música pop desde sus días como un concursante de American Idol ha sido su capacidad para traer algo único para su público, lo que hace que sea mucho más lamentable a "If I Had You" es en última instancia, tan suave». Ann Manson de HubPages comentó acerca de la calidad vocal de la canción diciendo que: «La habilidad técnica de este hombre lo separa de sus pares y hace que te preguntes simplemente dónde te llevarán sus notas más agudas y largas».

### Desempeño comercial
En Australia, debutó en la posición número treinta y cuatro de la lista Australian Singles Chart, en la semana del 4 de julio de 2010. Poco después, la canción fue ascendiendo posiciones hasta alcanzar el número cuatro, siendo esa su posición más alta en el conteo. En Estados Unidos, alcanzó el puesto número treinta en la lista Billboard Hot 100. No obstante, para agosto de 2011, ya había vendido 835 000 copias digitales en el país. En Hungría, llegó al número uno en las radios del país durante las semanas del 29 de noviembre de 2010 y 13 de diciembre del mismo año. Por otro lado, en Nueva Zelanda, debutó en la posición número treinta y ocho de la lista New Zealand Singles Chart, donde se mantuvo allí durante dos semanas. Tiempo después, la canción fue aumentando posiciones hasta llegar al número siete, marcando así su posición más alta alcanzada en la lista. Con ello, el sencillo se convirtió en el segundo mejor posicionado del cantante en dicho país, solo tras «Whataya Want from Me».

## Promoción

### Vídeo musical
La dirección del vídeo estuvo a cargo de Bryan Barber quien ha dirigido vídeos para artistas como Christina Aguilera, Justin Timberlake y Kanye West. Su estreno mundial se llevó a cabo el 14 de junio de 2010 en el canal de televisión musical Vh1. El vídeo comienza con Adam en una habitación, donde se sienta en un sofá y comienza a ver sus mensajes de Twitter en un iPad. En la siguiente escena, se ve al cantante caminando por un bosque lleno de neblina mientras va cantando la canción. Al llegar la noche, llega a una fiesta en medio del bosque, en donde se ven luces de neón volando por todos lados. Seguidamente, Adam se cambia de vestuario y comienza a hacer un concierto en el medio de la fiesta. Finalmente, el vídeo termina con Adam sonriendo a la cámara, la cual se aleja lentamente.

### Presentaciones en vivo
El 19 de mayo de 2010, Adam interpretó la canción en el programa de televisión estadounidense The Ellen DeGeneres Show. Adam también cantó «If I Had You» en la Aol Sessions. El 21 de mayo de 2010, Adam también interpretó la canción en el programa The Tonight Show. El 19 de octubre de 2010, Adam interpretó la canción en la primera temporada de la versión australiana del programa de televisión The X Factor. La canción se interpretó en la gira Glam Nation Tour para promocionar su álbum debut For Your Entertainment.

## Formatos y remezclas
- Descarga digital[18]

| «If I Had You (Remixed)» — EP |                                                       |          |  |
| N.º                           | Título                                                | Duración |  |
| 1.                            | «If I Had You» (Radio Mix)                            | 3:47     |  |
| 2.                            | «If I Had You» (Jason Nevins Extended Mix)            | 6:44     |  |
| 3.                            | «If I Had You» (Jason Nevins Robotronic Extended Mix) | 6:17     |  |
| 4.                            | «If I Had You» (Dangerous Muse Remix)                 | 5:51     |  |
| 5.                            | «If I Had You» (Morgan Page Extended Remix)           | 7:53     |  |

## Posicionamiento en listas

### Semanales
| País              | Lista                     | Mejor posición |
| 2010              | 2010                      | 2010           |
| ----------------- | ------------------------- | -------------- |
| Alemania          | German Singles Chart      | 36             |
| Australia         | Australian Singles Chart  | 4              |
| Austria           | Austrian Singles Chart    | 50             |
| Bélgica (Valonia) | Ultratop 40               | 50             |
| Canadá            | Canadian Hot 100          | 8              |
| Estados Unidos    | Billboard Hot 100         | 30             |
| Estados Unidos    | Pop Songs                 | 16             |
| Estados Unidos    | Radio Songs               | 30             |
| Finlandia         | Finnish Singles Chart     | 9              |
| Hungría           | Rádiós Top 40             | 1              |
| Nueva Zelanda     | New Zealand Singles Chart | 7              |

### Certificaciones
| País          | Organismo certificador | Certificación | Unidades certificadas | Ref.   |
| ------------- | ---------------------- | ------------- | --------------------- | ------ |
| Australia     | ARIA                   | 2× Platino    | 140 000               | [ 2 ]  |
| Nueva Zelanda | RIANZ                  | Oro           | 7500                  | [ 23 ] |

### Anuales
| País      | Lista                    | Posición |
| 2010      | 2010                     | 2010     |
| --------- | ------------------------ | -------- |
| Australia | Australian Singles Chart | 36       |
| Canadá    | Canadian Hot 100         | 34       |
| Hungría   | Hungarian Airplay Chart  | 50       |

## Créditos y personal
- Composición: Max Martin, Shellback y Savan Kotecha.
- Producción: Max Martin, Shellback y Kristian Lundin.
- Instrumentación: Max Martin y Shellback.
- Grabación: Max Martin, Shellback y Brian Warwick.
- Mezclas: Serban Ghenea, John Hanes y Tim Roberts.

Fuente: Discogs.